# Kolë Idromeno
Kolë Idromeno, teljes nevén Nikollë Idromeno (Shkodra, 1860. augusztus 15. – Shkodra, 1939. december 12.) albán festőművész, fotográfus, építész. A modern albán festészet korai időszakának legjelentősebb képviselője.

## Életútja

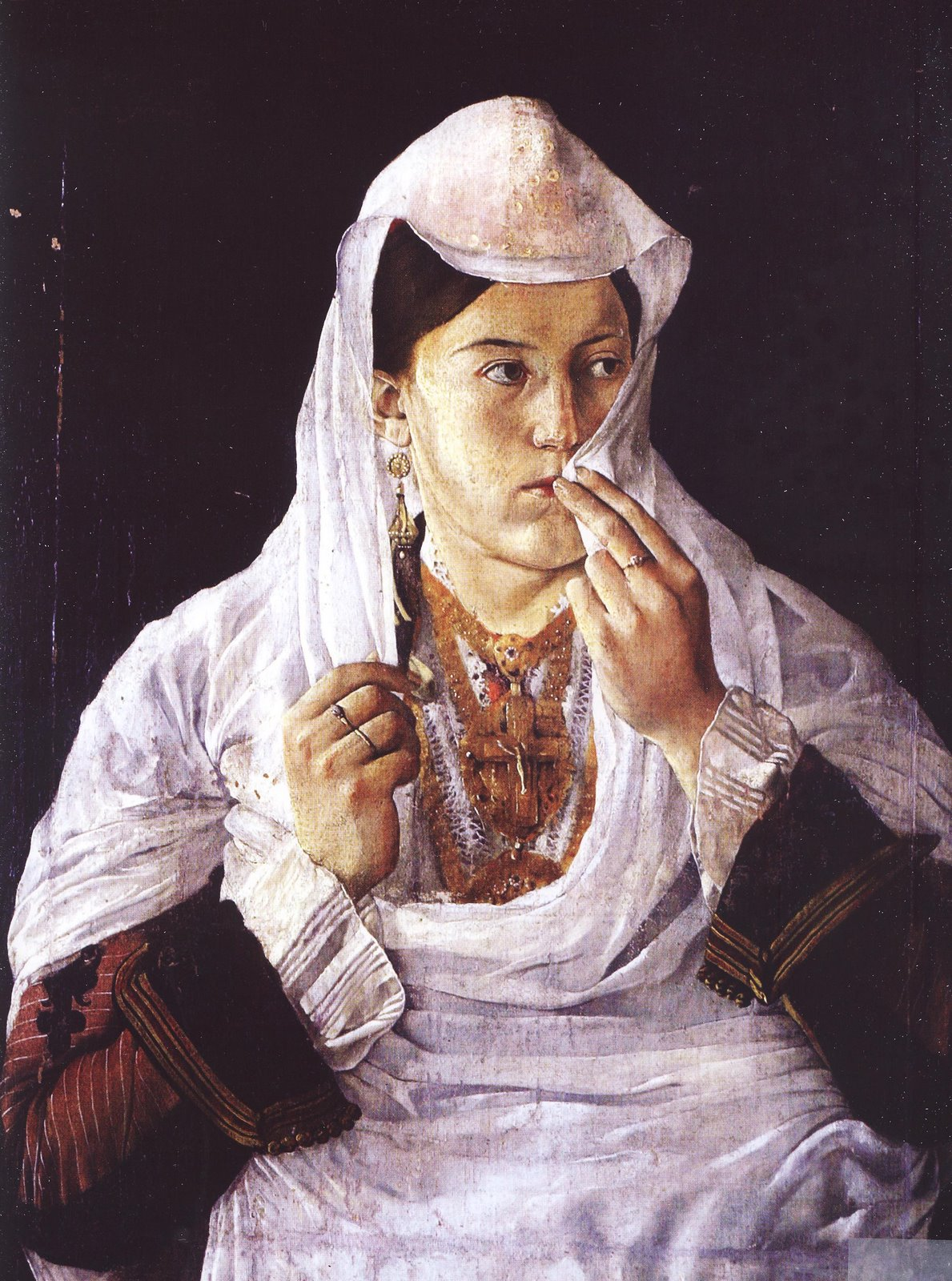
Idromeno Motra Tone (’Nővérem, Tone’, 1883) című műve

Az észak-albániai Shkodra városában született. Kora gyermekkorától szívesen rajzolt, 1871 és 1874 között készítette első akvarelljeit. Később megismerkedett a városban letelepedett olasz fotográfussal, Pietro Marubival, aki a fiatal Idromenónak megtanította a fényképezés alapjait. A tehetséges tizennégy éves fiúnak Marubi felajánlotta, hogy anyagilag támogatja külföldi művészeti tanulmányait. Idromeno 1875-ben mecénása költségén Velencébe utazott, de a Szépművészeti Akadémián folyó szigorú, merev művészeti oktatás nem volt ínyére, így hat hónap elteltével félbeszakította tanulmányait. Hazautazás helyett azonban Velencében maradt, egy helyi festő mellé szegődött segédnek, majd Európában utazgatott.
1878-as hazatérése után öt évvel, 1883-ban szülővárosában fényképészstúdiót nyitott Franciaországból importált Pathé kamerákkal. Ugyanebben az évben festette meg első jelentős festményét, a nővérét ábrázoló portrét (Motra Tone, ’Nővérem, Tone’). Az ezt követő évtizedekben bár kenyérkeresetét a fényképezés biztosította, hírnevet festőművészként szerzett magának. A századfordulótól nemzetközi kiállításokon is megjelent műveivel, egyebek mellett Budapesten (1898), Rómában (1925, 1936), Bariban (1931) és New Yorkban (1939). Témaválasztásában elsősorban a városi zsánerképek és a nevezetes – vagy kevésbé nevezetes – kortársakról festett portréképek domináltak, de több jelentősebb tájkép és vallási témájú pannó is fűződik a nevéhez. Tanítványai közé tartozott Simon Rrota festő, emellett segítette Ndoc Martini külföldi művészeti tanulmányait.
Festőművészi és fotográfusi tevékenysége mellett számos shkodrai szobor és épület, köztük több belvárosi kereskedőház tervezése fűződik a nevéhez. Ugyancsak az ő keze munkáját dicséri a shkodrai római katolikus Szent István-székesegyház festett famennyezete. 1912 augusztusában vetítőgépet vásárolt az ausztriai Josef Stauber cégétől, és Shkodra városában megnyitotta az első, 1914-ig működő albániai filmszínházat.